# Hominidae
Gli ominidi (Hominidae Gray, 1825) sono una famiglia di primati risalente al Miocene inferiore. A questa famiglia appartengono l'essere umano e gran parte delle scimmie antropomorfe: oranghi, gorilla e scimpanzé, oltre a diversi gruppi fossili.
Fino ai primi anni sessanta venivano classificati come ominidi solo l'uomo e generi estinti ritenuti appartenenti alla linea evolutiva umana successivi alla separazione da quella degli scimpanzé (ad esempio gli australopitechi); per questo il termine viene talvolta ancora usato nel linguaggio comune con tale significato. Attualmente tali generi costituiscono la sottotribù Hominina. 

## Tassonomia
Classificazione delle specie e sottospecie viventi:
- Sottofamiglia Ponginae
  - Genere Pongo - orango
    - Pongo pygmaeus - orango del Borneo
      - Pongo pygmaeus pygmaeus
      - Pongo pygmaeus morio
      - Pongo pygmaeus wurmbii

    - Pongo abelii - orango di Sumatra
    - Pongo tapanuliensis - orango di Tapanuli
- Sottofamiglia Homininae
  - Tribù Gorillini
    - Genere Gorilla - gorilla
      - Gorilla gorilla - gorilla occidentale
        - Gorilla gorilla gorilla - gorilla di pianura occidentale
        - Gorilla gorilla diehli - gorilla del Cross River

      - Gorilla beringei - gorilla orientale
        - Gorilla beringei beringei - gorilla di montagna
        - Gorilla beringei graueri - gorilla di pianura orientale

  - Tribù Hominini
    - Sottotribù Panina
      - Genere Pan - scimpanzé
        - Pan troglodytes - scimpanzé comune
          - Pan troglodytes troglodytes - scimpanzé dell'Africa centrale
          - Pan troglodytes verus
          - Pan troglodytes vellerosus
          - Pan troglodytes schweinfurthii

        - Pan paniscus - bonobo

    - Sottotribù Hominina
      - Genere Homo
        - Homo sapiens - essere umano moderno

Si può notare la mancanza dei Gibboni, che in base a considerazioni di biologia molecolare sono stati considerati evolutivamente meno affini e classificati come famiglia a sé stante, rientrante insieme agli ominidi nella superfamiglia degli ominoidi.
Classificazione dei generi e specie estinti:
- Sottofamiglia Ponginae:
  - Khoratpithecus
    - Khoratpithecus chiangmuanensis
    - Khoratpithecus piriyai
    - Khoratpithecus ayeyarwadyensis

  - Lufengpithecus
    - Lufengpithecus lufengensis
    - Lufengpithecus yuanmouensis
    - Lufengpithecus keiyuanensis
    - Lufengpithecus chiangmuanensis

  - Sivapithecus
    - Sivapithecus indicus
    - Sivapithecus sivalensis
    - Sivapithecus parvada

  - Ankarapithecus
    - Ankarapithecus meteai

- Sottofamiglia Homininae
  - Anoiapithecus
    - Anoiapithecus brevirostris

  - Morotopithecus
    - Morotopithecus bishopi

  - Kenyapithecus
    - Kenyapithecus wickeri

  - Danuvius
    - Danuvius guggenmosi

  - Nakalipithecus
    - Nakalipithecus nakayamai

  - Dryopithecus
    - Dryopithecus fontani
    - Dryopithecus cautleyi
    - Dryopithecus chinjiensis
    - Dryopithecus frickae
    - Dryopithecus pilgrimi
    - Dryopithecus punjabicus
    - Dryopithecus sihongensis
    - Dryopithecus sivalensis

  - Chororapithecus
    - Chororapithecus abyssinicus

  - Pierolapithecus
    - Pierolapithecus catalaunicus

  - Sahelanthropus
    - Sahelanthropus tchadensis

  - Orrorin
    - Orrorin tugenensis

  - Ardipithecus
    - Ardipithecus kadabba
    - Ardipithecus ramidus

  - Australopithecus
    - Australopithecus afarensis
    - Australopithecus africanus
    - Australopithecus anamensis
    - Australopithecus bahrelghazali
    - Australopithecus garhi
    - Australopithecus sediba

  - Paranthropus
    - Paranthropus aethiopicus (Australopithecus aethiopicus)
    - Paranthropus boisei (Australopithecus boisei)
    - Paranthropus robustus (Australopithecus robustus)

  - Kenyanthropus
    - Kenyanthropus platyops